# Baldr Sky
Baldr Sky (яп. バルド スカイ Барудо Сукай) — визуальный роман в жанре киберпанка с элементами 2D action-adventure, разработанный и изданный компанией Giga.
Является частью серии BALDR, созданной подразделением TEAM BALDRHEAD компании, однако, прямой связи с предыдущими играми не имеет. Игра была разделена на две части и продавалась отдельно, первая часть под названием BALDR SKY Dive1 «LostMemory» продавалась с 27 марта 2009, вторая же часть с 27 ноября того же года. 24 сентября 2010 года вышел фандиск основной истории под названием BALDR SKY DiveX «DREAM WORLD».
Кроме того, с 27 сентября 2013 и с 28 марта 2014 поступили в продажу два приквела под названием BALDR SKY ZERO и BALDR SKY ZERO 2, описывающие события, происходившие в промежуток времени после Серого Рождества и до потери памяти главным героем, Ко Кадокурой.